# 核分裂の発見

マイトナーとフリッシュが理論的に導いた核反応。

核分裂の発見（かくぶんれつのはっけん）は1938年12月に化学者オットー・ハーンとフリッツ・シュトラスマン、および物理学者リーゼ・マイトナーとオットー・ロベルト・フリッシュらによってなされた。核分裂とは、ある原子核がそれより軽い複数の原子核に分割され、場合によってその他の粒子も発生するような核反応もしくは放射性崩壊をいう。この過程では多くの場合ガンマ線が発生し、放射性崩壊の基準で言っても莫大な量のエネルギーが生み出される。当時の科学者はすでにアルファ崩壊やベータ崩壊について知っていたが、核分裂のように原子番号が大きく変わる過程は想定外の発見だった。また核分裂は連鎖反応が可能であることから原子力発電や核兵器の発展につながったため非常に重要な意味を持っていた。
1938年、ベルリンのカイザー・ヴィルヘルム化学研究所に所属していたハーンとシュトラスマンは、遅い中性子を照射されたウランから大幅に軽い元素であるバリウムが生成したことを見出した。ハーンはウラン原子核が複数の小さい原子核に分かれた可能性に気づいたが、物理学的な根拠を見つけられなかった。二人はこの発見を、元同僚で数か月前にナチス・ドイツを逃れてスウェーデンに移住していたマイトナーに手紙で知らせた。マイトナーは甥のフリッシュとともにウラン原子核の分裂についての理論を立て、崩壊一つあたり放出されるエネルギーを約200メガ電子ボルトと計算した。フリッシュは実験によってこれを証明した。結果は『ネイチャー』誌で発表され、この過程はフリッシュによって生物の細胞分裂にたとえて「核分裂」と名付けられた。ハーンはこの発見により1944年のノーベル化学賞を単独で受賞した。亡命まで共同で研究にあたっていたマイトナーが賞から漏れたことについては複雑な政治的、学問的事情が関わっている。
核分裂の発見以前にも、放射能の正体や性質については40年にわたって研究が行われてきた。1932年にジェームズ・チャドウィックが発見した中性子は核変換の新しい方法を生み出した。ローマのエンリコ・フェルミとその同僚は、当時知られていた最も重い元素である陽子数92のウランに中性子を照射し、核反応によって陽子数93と94の新元素が生成したと主張した。フェルミは「中性子照射によって新しい放射性元素が生成することを証明し、それと関連して遅い中性子によって引き起こされる核反応を発見した」ことによって1938年のノーベル物理学賞を獲得している。しかし、この解釈が万人に受け入れられたわけではなかった。イーダ・ノダックはウランからもっと重い93番元素が生成したと考えるよりウラン原子核が数個の大きな破片に分かれたと考える方が妥当だと主張した。アリスティッド・フォン・グローセはフェルミのグループが発見したのは陽子数91のプロトアクチニウムの同位体の一つだと考えた。
プロトアクチニウムの最安定同位体の発見者であるハーンとマイトナーはフォン・グローセの説に興味を引かれ、同じ研究所の若手シュトラスマンを加えて問題の核反応過程を研究し始めた。4年間の紆余曲折の末に、フェルミがいう新元素が実は核分裂生成物だったことが明らかになった。この研究は物理学で長らく信じられていた通念を覆し、真の93番元素（ネプツニウム）と94番元素（プルトニウム）の発見や、ウラン以外の元素による核分裂の発見、ウランの性質におけるウラン235の役割の解明につながった。ニールス・ボーアとジョン・ホイーラーは原子核の液滴モデルを修正して核分裂のメカニズムを説明した。

## 背景

### 放射能
19世紀末の科学者はそのころ標準的な実験器具となった陰極線管を使って盛んに実験を行っていた。さまざまな物質に陰極線を当てて何が起きるか調べるのが常套手段だった。ヴィルヘルム・レントゲンは陰極線を当てると蛍光を発するシアン化白金バリウムを塗ったスクリーンを持っていた。1895年10月8日、レントゲンは黒い厚紙によって陰極線管から隔てられているはずのスクリーンが蛍光を発することに気づき、透過力の強い新種の放射線（今でいうX線）を見つけたと考えた。その翌年、蛍光性のウラン塩を研究していたアンリ・ベクレルはそれらもX線を発するのではないかと考えた。ベクレルは1896年3月1日にウラン塩が確かに放射線を発しているが種類は異なることを発見した。ウラン塩は光源のない引き出しに収められている間にもX線感光板に明瞭な像を作った。これは放射線が物質内部から発するものであって外部のエネルギー源を必要としないことを示していた。

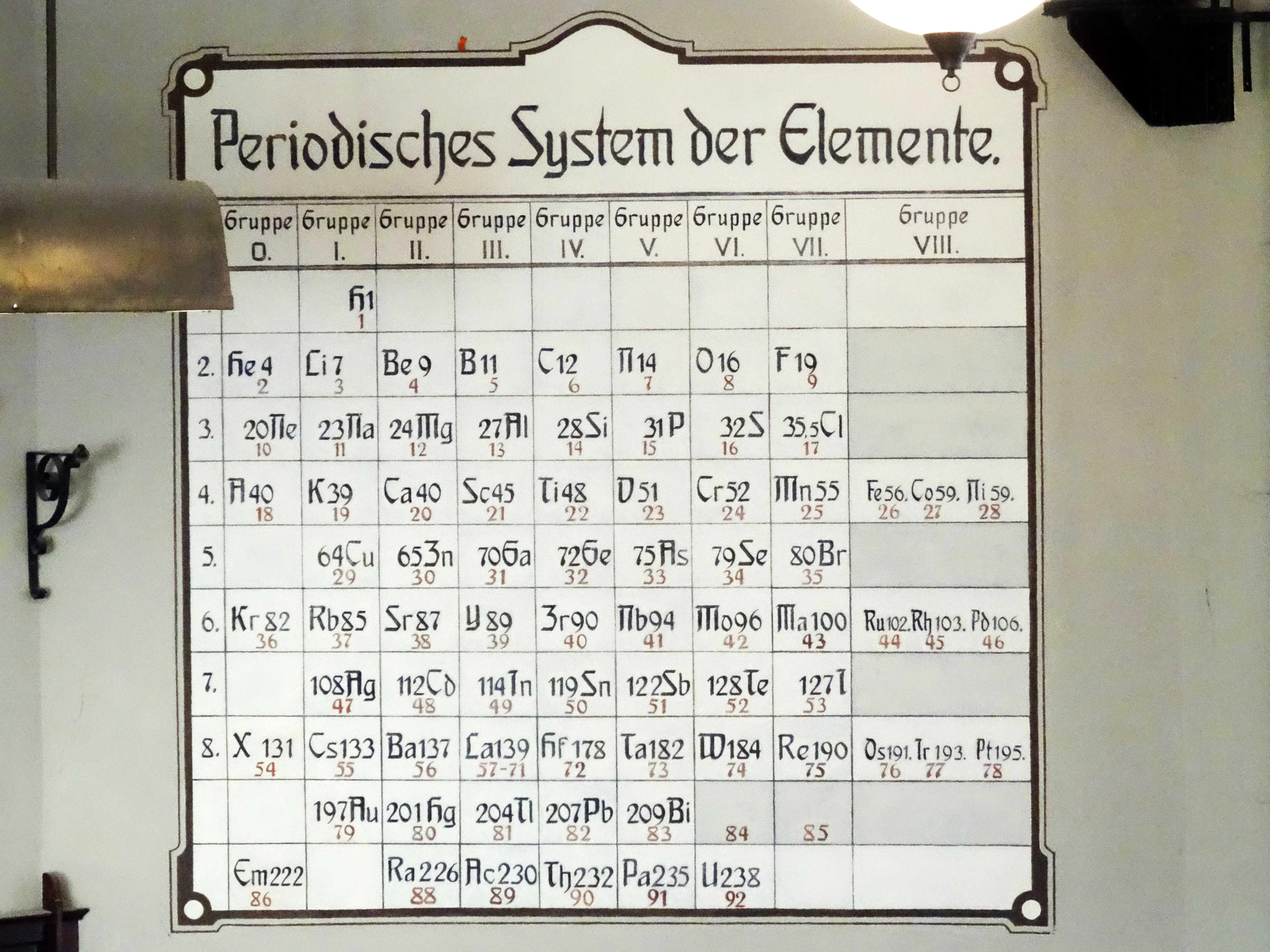
1930年ごろの周期表。

X線には体内の骨を透視する能力があったため、レントゲンの発見は科学者のみならず一般人からも広く関心を集めた。一方でベクレルの発見はこの時点ではほとんど影響力を持たなかった。ベクレル自身もすぐに別の研究に移った。しかしマリ・キュリーは手に入る限りの元素と鉱石試料を用いてベクレル線の有無を試験し、1898年4月にトリウムからの放射を検出した。この現象に放射能 (仏: radioactivité) の名を与えたのはキュリーである。キュリーは夫ピエールやギュスターヴ・ベモンとともにピッチブレンド（ウランを含む鉱石）の研究を始め、含有されるウランよりもピッチブレンド全体の方が強い放射能を持つことを見出した。ウラン以外の放射性元素が存在するということだった。そのうちの一つは化学的にビスマスと似ているが強い放射能を持っていた。キュリーらは1898年7月に刊行された論文でそれが新しい元素だと述べ、「ポロニウム」と名付けた。もう一つの化学的性質はバリウムと似ており、1898年12月の論文でこの第二の未知元素「ラジウム」の発見が報告された。科学界を納得させるのはまた別の問題だった。ピッチブレンドに含まれるラジウムをバリウムから分離するのは非常に困難だった。1/10グラムの塩化ラジウムを作成するのに3年かかり、ポロニウムの単離はついに成功しなかった。
1898年にアーネスト・ラザフォードはトリウムが放射性の気体を放出すると述べた。ラザフォードはこの気体の放射能を研究する中でベクレル放射線を二つに分け、それぞれアルファ放射、ベータ放射と呼んだ。続いてポール・ヴィラールが第三のベクレル放射線を発見した。これはラザフォードの命名法にならってガンマ線と呼ばれた。キュリーはラジウムもまた放射性の気体を放出することに気づいたが、その化学的同定は思うようにいかなかった。ラザフォードとフレデリック・ソディは気体がアルゴンのように不活性であることを見出した。後にこの気体はラドンとして知られるようになる。ラザフォードはベータ線が陰極線（電子線）と同じものだと突き止め、さらにアルファ粒子がヘリウム原子核だという仮説を立てた（1909年にトーマス・ロイズによって証明された）。元素の放射性崩壊を子細に観察したラザフォードとソディは、放射性生成物を特徴的な崩壊速度によって分類し、半減期の概念を導入した。1903年にはソディとマーガレット・トッドが化学的・分光学的に同一だが放射性半減期の異なる原子に「同位体」という呼び名を与えた。ラザフォードは密度が高く正電荷を帯びた微小な原子核の周りを負電荷を帯びた電子が周回している原子モデル（ラザフォードの原子模型）を提唱した。1913年にニールス・ボーアは電子の量子的な性質を取り入れてモデルを改良した（ボーアの原子模型）。

### プロトアクチニウム

アクチニウムの崩壊系列。アルファ崩壊は元素を2つ下に移し、ベータ崩壊は1つ上に移す。

ソディとカジミエシュ・ファヤンスは1913年にそれぞれ独立に、アルファ崩壊を起こした原子は周期表上の位置を2つ下げ、ベータ粒子を2つ失うことで元の位置に戻ることを発見した。この発見を元に整理された周期表ではラジウムは第2族、アクチニウムは第3族、トリウムは第4族、ウランは第6族に配置され、トリウムとウランの間に空白が残った。ソディはそこに入るはずの未知の元素「エカタンタリウム（メンデレーエフの命名法にならって）」がアルファ放出体であり、化学的にタンタリウム（今でいうタンタル）と似ていると予言した。それから間もなく、ファヤンスとオズヴァルト・ヘルムート・ゲーリングが崩壊生成物であるベータ放射性トリウムの孫生成物を発見した。前述のソディ＝ファヤンスの法則によるとこれこそ求める元素の同位体であり、ファヤンスらは半減期の短さ (brevity) から元素名を「ブレヴィウム」と決めた。しかしこの同位体はベータ放射性であり、周期表で二つ下に位置するアクチニウムの母核種にはなりえない。同じ元素の同位体がほかに存在するはずだった。
ベルリンのダーレムにあるカイザー・ヴィルヘルム研究所に所属する2人の科学者が所在不明の同位体を探し出す課題を引き受けた。オットー・ハーンは有機化学者としてマールブルク大学を卒業した後にユニヴァーシティ・カレッジ・ロンドンのウィリアム・ラムゼー卿の下で博士研究員を勤め、さらにラザフォードのいるマギル大学で放射性同位体を研究した。1906年にドイツに戻るとフリードリヒ・ヴィルヘルム大学でエミール・フィッシャーの助手になった。マギル大学では物理学者との密接な共同研究に慣れていたので、ここでもリーゼ・マイトナーとチームを組んだ。マイトナーは1906年にウィーン大学始まって以来二人目の女性博士となり、ベルリンに移ってフリードリヒ・ヴィルヘルム大学でマックス・プランクから物理学を学んでいた。控えめなマイトナーにとって、同世代の気さくなハーンは年上の錚々たる研究者のように縮こまらなくて済む相手だった。1913年、ハーンとマイトナーは設立されたばかりのカイザー・ヴィルヘルム化学研究所に移った。古い研究室は放射性物質で汚染され、弱い放射能を調べるのに向かなくなっていたため、新しい研究室は研究のチャンスを広げてくれた。ハーンらはピッチブレンドからタンタルの仲間を分離する新しい技術を開発し、それによって効率よく新しい同位体が分離できることを期待した。

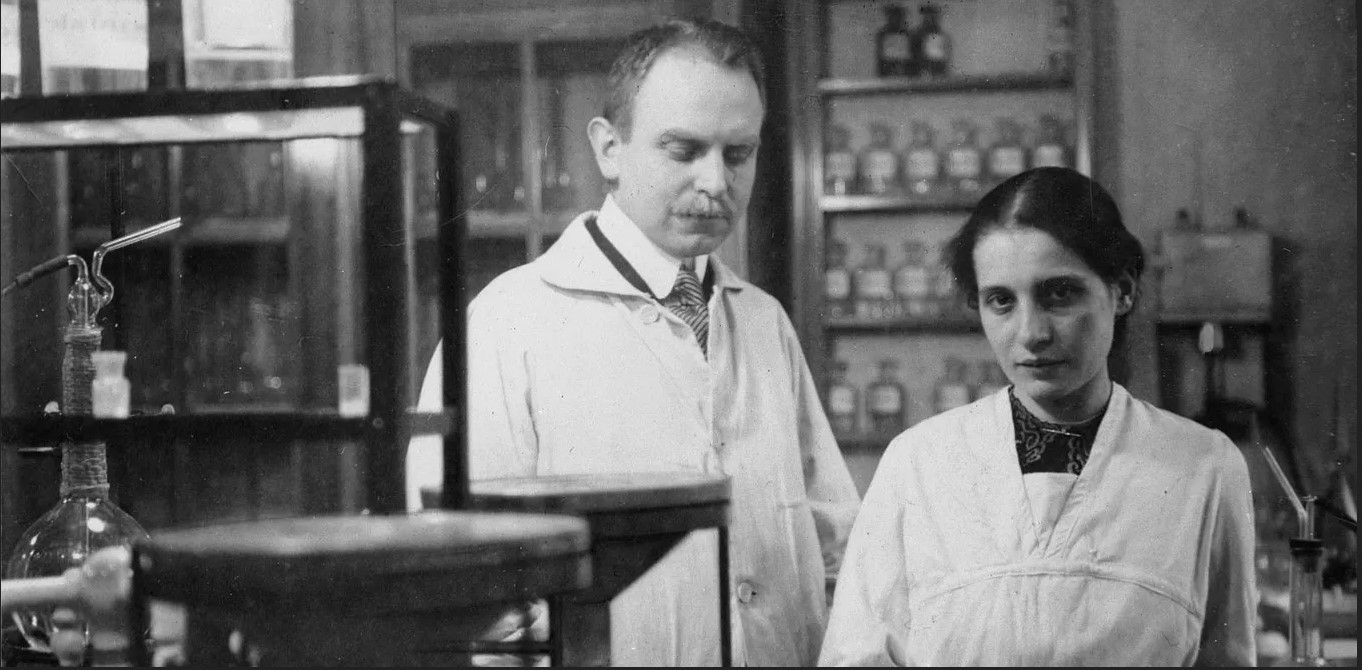
オットー・ハーンとリーゼ・マイトナー、1912年。

1914年に勃発した第一次世界大戦によって研究は中断させられた。ハーンは召集されてドイツ陸軍に入隊し、マイトナーはオーストリア陸軍病院の放射線看護師に志願した。1916年にマイトナーはカイザー・ウィルヘルム研究所に復帰したが、このころにはハーン以外にもほとんどの学生、研究室助手や技師が召集されていた。ハーンが休暇で帰郷したときに短期間手伝うのを除けば、何もかもマイトナーが一人でやらなければならなかった。1917年12月までに物質の分離が成功し、さらなる研究によって求めていた同位体であることが確かめられた。マイトナーはこの発見を1918年3月に投稿した。
この元素を最初に発見したのはファヤンスとゲーリングだが、元素を代表する同位体は最も長寿命で存在比の高いものでなければならない慣習があり、ブレヴィウムは不適格と思われた。マイトナーは元素にプロトアクチニウムの名と元素記号Paを与え、ファヤンスも同意した。1918年6月、ソディとジョン・クランストンは自分たちも同じ同位体を抽出していたと発表したが、マイトナーのように性質を突き止めるには至っていなかった。ソディらもマイトナーの先取権を認め、命名を受け入れた。既知のウラン同位体の崩壊系列にプロトアクチニウムは含まれなかったため、ウランと新元素とのつながりは謎のまま残された。この謎は1929年にウラン235が発見されたことで解消した。

### 核変換

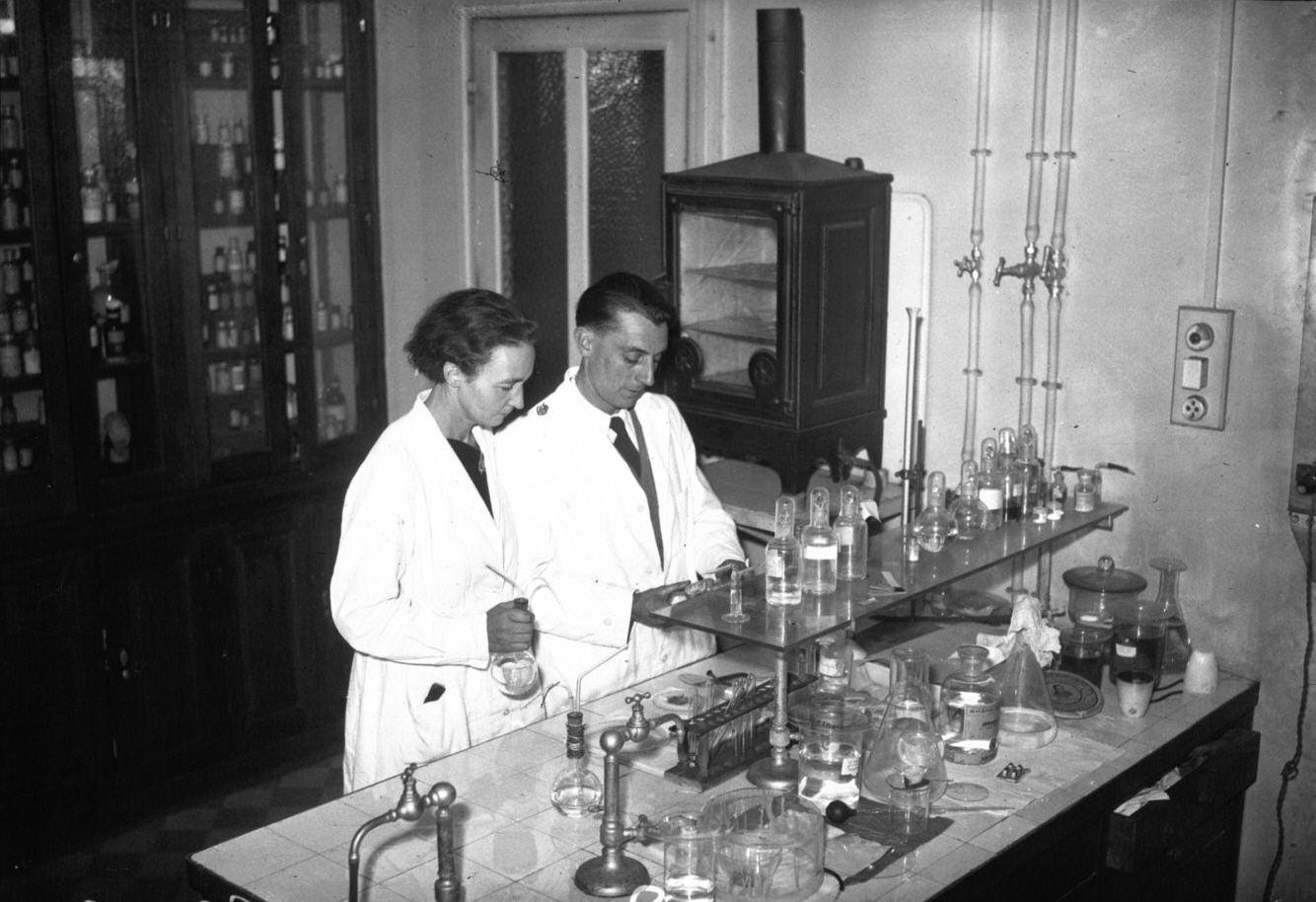
イレーヌ・キュリーとフレデリック・ジョリオ（1935年）、パリにあった二人の研究室にて。

1925年、パトリック・ブラケットは窒素にアルファ粒子を衝突させることで酸素への核変換を実現した。核種を現代的な記号で表せば次のような反応だった。
14
7N + 4
2He → 17
8O + p
核反応、すなわち、ある原子核崩壊によって放出された粒子が別の原子核を変換させる反応が確認されたのはこれが初めてだった。完全に人工的な核反応と核変換は1932年4月にアーネスト・ウォルトンとジョン・コッククロフトによって実現した。二人は人工的に加速させた陽子によってリチウムを二つのアルファ粒子に分かれさせた。この偉業は一般に「原子の分割」として知られたが、内部的な放射性崩壊過程を誘発したわけではないので核分裂反応とは異なる。コッククロフトとウォルトンの偉業よりほんの数週間早く、キャヴェンディッシュ研究所に所属するもう一人の科学者ジェームズ・チャドウィックが、封蝋で作られた精巧な器具を用いて、ベリリウムとアルファ粒子の間の以下のような反応を通じて中性子を発見した。
9
4Be + 4
2He → 12
6C + n
イレーヌ・キュリーとフレデリック・ジョリオはアルミ箔にアルファ粒子を照射し、半減期3分ほどの短命なリンの放射性同位体が生成することを発見した。
27
13Al + 4
2He → 30
15P + n
生成物はさらなる崩壊によってケイ素の安定同位体になる。
30
15P → 30
14Si + e+
キュリーらは中性子の放出が止んでからも放射能が残っていることに気づいていた。二人は陽電子放出という新しい形の放射性崩壊を発見しただけでなく、ある元素を別元素のそれまで知られていなかった放射性同位体に変換し、それによって元の元素が持たなかった放射能を発現させたことになる。核変換の発見により、特定の重元素に限定されていた放射化学は周期表全体に拡張された。
チャドウィックは、電気的に中性である中性子は陽子やアルファ粒子よりも容易に原子核を貫通するだろうと述べた。ローマのエンリコ・フェルミとその同僚たち（エドアルド・アマルディ、オスカー・ディアゴスティーノ、フランコ・ラゼッティ、エミリオ・セグレら）はこのアイディアを取り入れた。ラゼッティは1931年にマイトナーの研究室を訪ねたことがあり、中性子発見後の1932年に再訪してポロニウム−ベリリウム中性子線源の作成法を教わった。ローマに戻ったラゼッティはガイガー計数管とマイトナーの霧箱の複製を作成した。フェルミは当初、チャドウィックとキュリーがそうしたようにポロニウムをアルファ線源として中性子源を構成するつもりだった。アルファ線源としてはラドンの方が強力だったが、同時にベータ線とガンマ線を発生するため室内の検出機器を大きく誤作動させる恐れがあった。しかし、ラゼッティがポロニウム−ベリリウム線源を作成する前にイースター休暇に行ってしまい、残されたフェルミはあることに気が付いた。興味があるのは反応が終わった後の物質なのだから、中性子線の照射とは別の階で放射線の検出を行えばいいのである。この種の中性子源はベリリウム粉末をカプセルに封入するだけですぐ作れた。さらにラドンは入手が容易だった。ジュリオ・チェーザレ・トラバッチは1グラム以上のラジウムを所有しており、それが生成するラドンを快くフェルミに提供してくれた。ラドンはラジウムから絶え間なく生成するうえ、半減期が3.82日しかないので取っておいても無駄になってしまう。

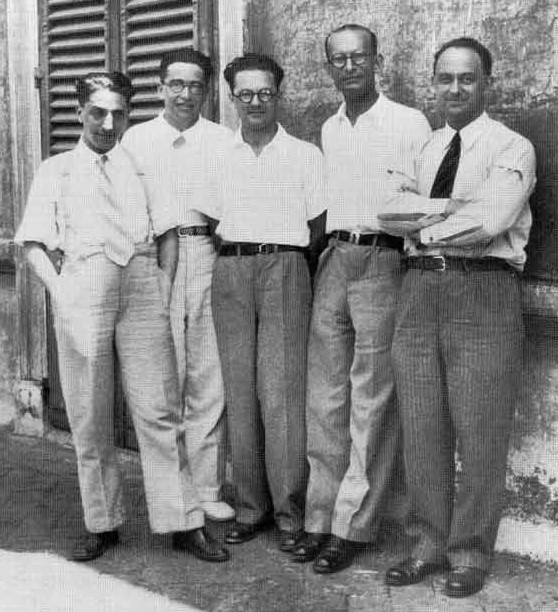
エンリコ・フェルミとその研究グループ（パニスペルナ通りの少年たち）、1934年ごろ。左からオスカー・ディアゴスティーノ、エミリオ・セグレ、エドアルド・アマルディ、フランコ・ラゼッティ、フェルミ。

フェルミらはまず水に対して、次に周期表の軽い側からリチウム、ベリリウム、ホウ素、炭素と流れ作業のように中性子線照射を試していったが、いずれも放射能を示さなかった。アルミニウム、続いてフッ素で最初の成功が訪れた。最終的に22種の元素が中性子線照射による誘導放射能を示した。フェルミが論文の前刷りを送付した一握りの物理学者の中にマイトナーがおり、すぐにアルミニウム、ケイ素、リン、銅、亜鉛で追試を行って報告した。フェルミの論文が掲載された La Ricerca Scientifica 誌がコペンハーゲン大学にあるニールス・ボーアの理論物理研究所に届くと、そこの物理学者で唯一イタリア語を読めたオットー・フリッシュ（マイトナーの甥）は同僚から翻訳をせがまれることになった。ローマのグループは希土類金属の試料を持っていなかったが、ボーアの研究所ではゲオルク・ド・ヘヴェシーがアウエルゲゼルシャフト社から提供された希土類金属酸化物を一そろい所有しており、それを使ってド・へヴェシーとヒルデ・レヴィが実験を行った。
当時知られていた一番重い元素であるウラン（陽子数92）にさしかかったところでローマのグループは困難に直面した。ウランは自然の状態でも彼らの中性子線源と同じくらい放射能が強かったのである。生成物には複数の半減期が複雑に共在していた。ソディ=ファヤンスの法則を頼りに（化学的性質が未知の元素は飛ばして）鉛、ビスマス、ラジウム、アクチニウム、トリウム、プロトアクチニウムの有無を確かめていったが、いずれも検出されなかった（それは正しかった）。フェルミは中性子線照射によって三種類の核反応が引き起こされたと書いている。アルファ粒子放出 (n, α) 、陽子放出 (n, p) 、ガンマ線放出 (n, γ) である。いずれの反応でも新しく生成した同位体はベータ崩壊を起こし、周期表を一つ上昇した。
生成物のうち、半減期13分のベータ放出体はレニウムに似た化学的性質を持っていた。フェルミは当時の周期表に基づいて93番目の元素がエカレニウム（周期表でレニウムの下に位置する元素）であり、マンガンやレニウムと似ていると信じていた。フェルミは中性子を捕獲したウランが一つ重い陽子数93の元素に転換したと考え、1934年6月に『ネイチャー』誌で発表した。論文ではそのような重元素の存在が疑問の余地なく立証できたとは書かれなかったが、「人工的な新元素の合成」は一般にも大きく報じられた。フェルミは陽子数93と94の2種類の新元素をそれぞれオーソニウムとへスペリウムと名付けた。現在の目からみると、フェルミらが検出した「93番元素」は当時未発見だったテクネチウムで間違いない。この元素は原子番号が43で、周期表ではマンガンとレニウムの間に位置している。
レオ・シラードとトマス・A・チャルマーズは、ガンマ線照射ベリリウムから発生した中性子がヨウ素に捕獲されることを報告した。この反応はフェルミも指摘していた。マイトナーはこの実験を追試する中で、ガンマ−ベリリウム線源からの中性子はヨウ素、銀、金のような重い元素に捕獲されるがナトリウム、アルミニウム、シリコンのような軽い元素には捕獲されないことを見出した。マイトナーは遅い中性子の方が速い中性子より捕獲されやすいと結論付け、1934年10月に Naturwissenschaften 誌で発表した。それまで誰もが中性子も高エネルギーの方が反応しやすいと考えていたのだが、その必要があるのはアルファ粒子や陽子のように原子核のクーロン障壁に打ち勝たなければならない場合だけだった。電気的に中性である中性子の場合、動きが遅く原子核の近辺にとどまる時間が長いほど捕獲される可能性が高くなるのである。その数日後、フェルミは同僚が見つけた奇妙な現象について考察していた。ウランを実験室のどこに置くかによって異なる反応が見られるというのだ。木製の実験台の上で中性子照射を行うと、同じ部屋にある大理石製の実験台で行うよりも強く放射能が誘発された。フェルミは一考の上、中性子線源とウランの間に一片の石ロウを置いてみた。放射能はこれによって劇的に強まった。フェルミは中性子が石ロウや木に含まれる水素原子と衝突したせいで遅くなったと考えた。そのころローマのグループから唯一の化学者だったダゴスティーノが、次いでラゼッティとセグレが離脱し、ただ二人残されたフェルミとアマルディは核変換の研究をあきらめて遅い中性子に注力することにした。
1934年当時に最先端だった原子核のモデルはジョージ・ガモフが1930年に初めて提唱した液滴模型である。ガモフの単純でエレガントなモデルはカール・フリードリヒ・フォン・ヴァイツゼッカーによって、中性子の発見を挟んで1935年にはヴェルナー・ハイゼンベルクによって、さらに1936年にニールス・ボーアによって洗練されていき、実験事実と非常によく一致した。このモデルでは強い核力が核子を互いに結びつけ、最小体積の形状（球）を作らせる。核力は陽子間に長距離ではたらく静電的なクーロン反発力を上回るだけの強さがある。このモデルはエネルギー的な競合のもとでのパターン形成の理論として21世紀においても使われ続けている。1934年の時点でこの理論は、物理学者がすでに知っていると思っていたことを追認する役割を果たしていた。それは、原子核が静的なものであり、衝突によって核からアルファ粒子より大きい粒子が弾き出される見込みは実質的にゼロだということである。

## 核分裂の発見

### 超ウラン元素生成への異論
フェルミは1938年に「中性子線照射によって新しい放射性元素が生成したことを証明し、それと関連して遅い中性子によって誘発される新しい核反応を発見した」ことでノーベル物理学賞を受賞した。しかし、中性子を捕獲したウランがベータ崩壊によって周期表を一つ上り、当時未確認だった超ウラン元素へと変化したというフェルミの説明に対する反論もあった。
中性子で核を破壊する場合には、陽子やアルファ粒子の照射では見られなかったまったく新しい種類の核反応が起きるという仮定も十分に成り立つ。これまでに分かっているところでは、核変換は必ず電子、陽子、ヘリウム原子核のいずれかの放出を伴っており、それによって重元素はわずかに質量の異なる近傍の元素へと変化する。だが重元素への中性子照射では核がいくつかの大きな破片に分かれることも考えられる。それは当然ながら既知の元素の同位体であろうが、照射された元素の近傍ではないだろう。
イーダ・ノダックが1934年9月に発表したこの論文はローマのフェルミらや、パリのキュリーとジョリオ、ベルリンのハーンとマイトナーの目に触れた。実のところノダックは正鵠を得ていたのだが、引用部分は論点のごく一部に過ぎず、あまり注目されなかった。当時の理論物理学者にとって核がそれほど大きな変化を起こす可能性は想像の埒外だった。またフェルミらはノダックと別件で論争しており、新たな批判を好意的には受け止めなかった。マイトナーもノダックの主張を気に留めなかった。ノダックが女性であることで偏見を抱いたわけではないだろうが、マイトナーは同僚のハーンに 「雄鶏さん（ハーンはドイツ語で鶏を意味する）、物理のことは何も分かってないのね」と言ってはばからなかった人物である。その辛辣さは、新しい原子核模型を立てるでもなく、実験で主張を実証することもなかったノダックに対しても向けられた。ノダックは高名な分析化学者だったが物理の知識に欠けており、自分がどれだけ大それたことを提案しているか分かっていなかった。エミリオ・セグレは後の回想で、ノダックの批判を「科学以前のもの」と言いつつ、「人は予想しているものしか見えない」と述べている。

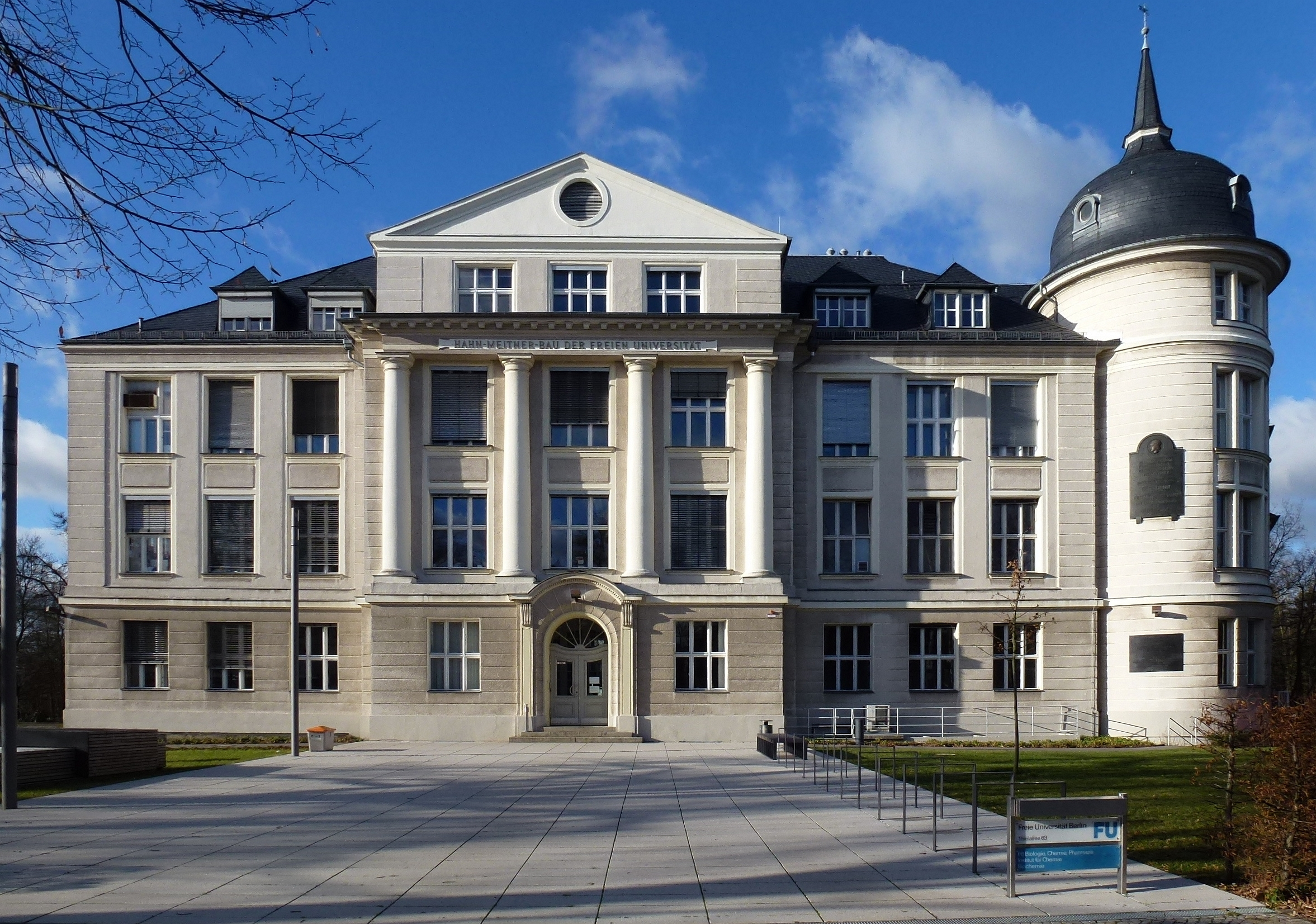
ベルリンにある旧カイザー・ヴィルヘルム化学研究所。第二次世界大戦後にベルリン自由大学に吸収され、1956年にオットー・ハーン・ビルディングと、さらに2010年にはハーン=マイトナー・ビルディングと改名された。

フェルミの主張を批判したのはノダックだけではなかった。アリスティッド・フォン・グローセはフェルミの見つけた同位体がプロトアクチニウムではないかと指摘した。マイトナーはこの問題を追求することに意欲をかきたてられたが、熟練の化学者の手を借りる必要を認識し、知っている中で最高の化学者であるハーンを望んだ。二人がそれぞれ物理部門・化学部門の長として別々に学生や研究プログラムを抱えるようになってから何年も経っており、最初ハーンは共同研究に興味を示さなかった。しかしフォン・グローセがプロトアクチニウムに言及したことで気を変えた。後にハーンはこう書いている。「唯一の問題は、フェルミが見つけたものが超ウラン元素の同位体なのか、それとも一つ低い元素プロトアクチニウムの同位体なのかということのように思われた。リーゼ・マイトナーと私はこのとき、フェルミの実験を繰り返して、その13分の同位体がプロトアクチニウムなのかどうか確かめようと決めた。プロトアクチニウムを発見した私たちとしては当然の決断だった」
1935年の初め、ハーンとマイトナーはフリッツ・シュトラスマンをチームに加えた。シュトラスマンは1929年にハノーファー工科大学で分析化学の博士号を取得し、ハーンの下で学ぶことが将来の職につながると信じてカイザー・ヴィルヘルム化学研究所に来た。そこでの仕事と同僚は性に合っており、1932年に奨学金が切れた後も留まり続けた。しかし1933年にナチ党がドイツの政権を握ると雲行きが変わってきた。シュトラスマンは好条件の就職話に出会ったが、政治的教育とナチ党への入党が条件だったため断った。さらにナチス傘下のドイツ労働戦線に吸収されたドイツ化学者協会を退会した。その結果、化学産業で働くことも、ドイツで研究者として独り立ちするのに必要な大学教員資格を取ることもできない立場となった。マイトナーは所長となっていたハーンを説得し、特別経費から予算を割いてシュトラスマンを雇わせた。1935年に給料半額の助手になったシュトラスマンは、その後すぐにマイトナーらの論文に共著者として名を連ねていくことになる。
1933年の職業官吏再建法によりユダヤ人は学術界を含む公務員職から追放された。マイトナーはユダヤ系の血筋を隠していなかったが、いくつかの理由で当初この法の影響を免れていた（1914年より前から職に就いており、第一次大戦中に軍で働いており、ドイツ人ではなくオーストリア国籍であり、さらにカイザー・ヴィルヘルム研究所は政府と産業界の共同経営だった）。しかし第一次大戦での奉仕が前線ではなかったことと1922年まで大学教員資格を得ていなかったことが理由でベルリン大学外部教授の地位からは追われることになった。カイザー・ヴィルヘルム研究所の主要な出資者の一つIGファルベンの取締役だったカール・ボッシュはマイトナーに同所での地位を保証し、マイトナーも留まることに同意した。反ナチ姿勢を共有するマイトナー、ハーン、シュトラスマンは研究所の中で孤立し、そのぶん三人の間の個人的な絆を強めていった。一方で、研究所の運営業務がハーンやマイトナーの手から離れたことで研究時間が十分取れるようにもなった。

### 研究

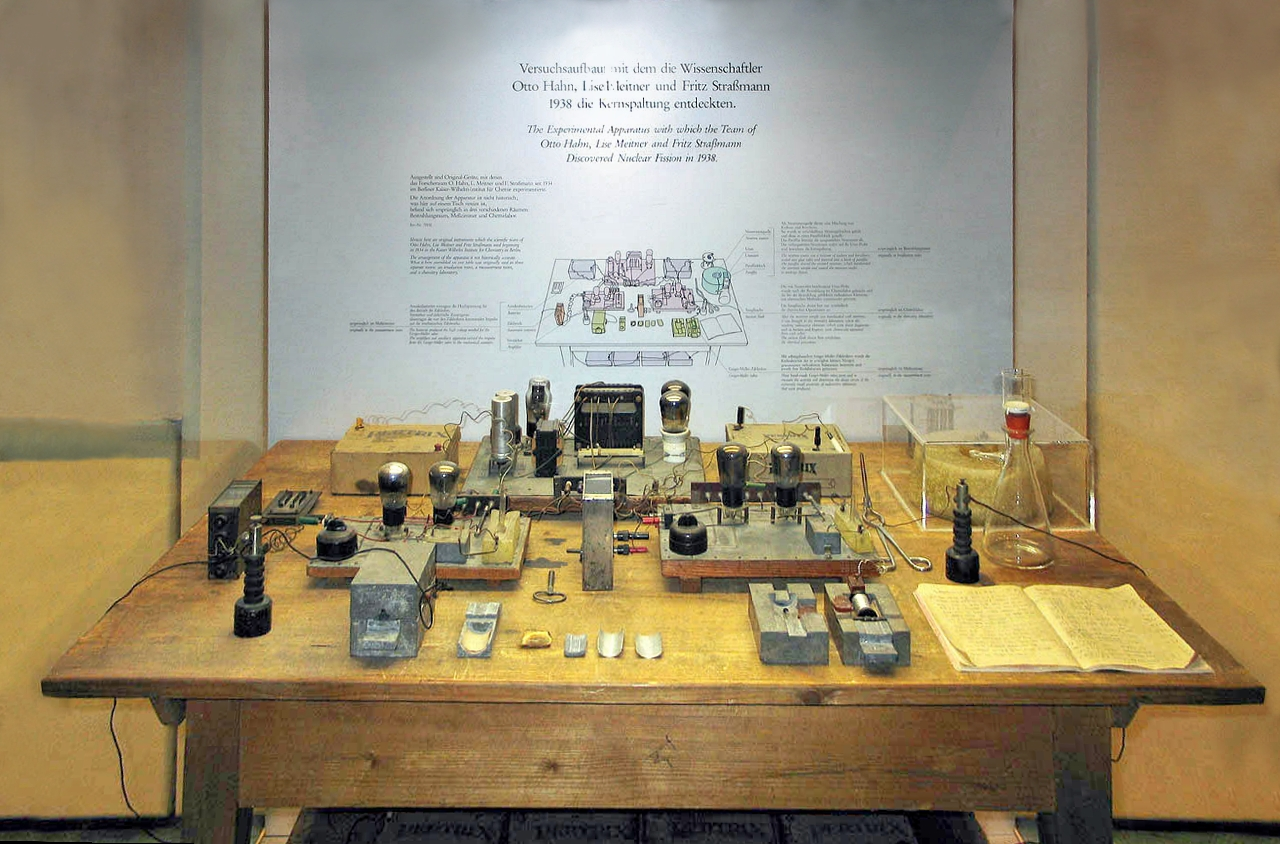
これらの実験台と実験器具はミュンヘンのドイツ博物館で長年にわたってオットー・ハーンが1938年に核分裂を発見するのに用いたものとして展示されていた。歴史家、科学者、フェミニストから博物館に抗議が寄せられた結果、1988年にリーゼ・マイトナー、オットー・フリッシュ、フリッツ・シュトラスマンの名が加えられた。

ベルリンのグループはまず、フェルミが使っていたものと似たラドン−ベリリウム線源によってウラン塩に中性子を照射した。次にウラン塩を溶解し、過レニウム酸カリウム、塩化白金、水酸化ナトリウムを加えた。ここまででトリウム、プロトアクチニウム、ウランが沈殿するので、超ウラン元素が存在するなら溶液中に残っているはずだった。溶液を硫化水素で酸性化すると硫化白金と硫化レニウムの沈殿が得られた。フェルミは4種の放射性同位体の存在を報告しており、長寿命なものは半減期が13分と90分だったが、2種類の沈殿物からその二つが検出された。次にマイトナーらは、プロトアクチニウムの試験として溶液にプロトアクチニウム234を加えた。プロトアクチニウムが沈殿したとき、そこに半減期13分と90分の同位体は含まれていなかった。すなわちフォン・グローセは誤っており、それらの放射性同位体はプロトアクチニウムではなかった。さらに、諸々の化学反応により周期表上で水銀より重い元素はいずれも除外された。90分の放射能が硫化オスミウムによって沈殿し、13分間の放射能が硫化レニウムによって沈殿することが見出され、二種の同位体が同じ元素だという可能性も除かれた。これらすべてが、それら二種がオスミウムやレニウムと似た化学的性質を持つ超ウラン元素だという強い証拠となった。
フェルミはまた、速い中性子と遅い中性子がそれぞれ別の放射能を発生させると報告していた。複数の反応が起こっているということだ。マイトナーらはこの現象を再現することができず、中性子の速さの効果を調べるため独自の道に踏み込んでいった。実験は研究所の一階にあるマイトナーの区画で行われていたが、事故があった場合に放射能汚染を防ぐため段階ごとに別々の部屋が用いられた。ある実験室で中性子線照射、別の部屋で化学分離、第三の部屋で放射能測定といった具合である。用いた実験装置はシンプルなもので、ほとんどが手製だった。
発見された半減期は1936年3月までに10種に増えたが、確からしさはまちまちだった。マイトナーはそれらを説明するために新しい (n, 2n) 型の反応や、ウランのアルファ崩壊を仮定しなければならなかった。この二つはそれまで報告されたことがなく、物理的な証拠もなかった。そこでハーンとシュトラスマンは化学的な実験方法を見直し、マイトナーは反応過程を説き明かすための実験を新たに考案した。1937年5月、三人は2編の報告を同時に刊行した。マイトナーを筆頭著者とする1編は Zeitschrift für Physik 誌に、ハーンを筆頭著者とする1編は Chemische Berichte 誌に発表された。ハーンは自著論文を以下のように語気鋭く締めくくった。「いずれにせよ、この物質があらゆる既知の元素と化学的に峻別されることは論を待たない」。その一方でマイトナーは確信を失っていた。彼らはそれまでに、(n, γ) 反応から始まって超ウラン元素が生成する崩壊列を次のように3通り構築していた。
1. 238
92U + n → 239
92U (10 sec) → 239
93ekaRe (2.2 min) → 239
94ekaOs (59 min) → 239
95ekaIr (66 h)  → 239
96ekaPt (2.5 h) → 239
97ekAu (?)
2. 238
92U + n → 239
92U (40 sec) → 239
93ekaRe (16 min) → 239
94ekaOs (5.7 h) → 239
95ekaIr (?)
3. 238
92U + n → 239
92U (23 min) → 239
93ekaRe

遅い中性子には原子から陽子やアルファ粒子をそぎ落とすほどのエネルギーがないため、(n, γ) 反応が関わっていることには確信が持てた。マイトナーは3通りの分岐がウランの異なる同位体（ウラン238、ウラン235、ウラン234の3種が知られていた）に由来する可能性を考慮した。しかし中性子断面積を計算すると値が非常に大きく、最も存在量の多い同位体ウラン238がすべての出発点だとしか考えられなかった。そこでマイトナーは、1922年にハーンがプロトアクチニウムで発見した核異性体が複数の反応を生んでいると結論付けた（核異性体に物理的説明を与えたフォン・ヴァイツゼッカーは1936年にマイトナーの助手を務め、その後カイザー・ヴィルヘルム物理学研究所に移籍していた）。プロトアクチニウムの核異性体はそれぞれ異なる半減期を持っており、ウランでもそうだという可能性はあった。しかしその場合、半減期の違いが何らかの機構によって娘生成物や孫生成物に受け継がれていることになり、そこまでいくと根拠が薄弱だと思われた。そしてまた、上に示した (n, γ) 反応の3つ目が遅い中性子でしか生成しない問題があった。これらを踏まえて、マイトナーは自身の論文の末尾にハーンとはまったく異なる所見を書いている。「この過程はウラン238による中性子捕獲であり、それによって3種類の異なるウラン239の核異性体が生成したのだと考えられる。この結果を現時点での原子核についての理解と折り合わせるのは非常に困難である」。

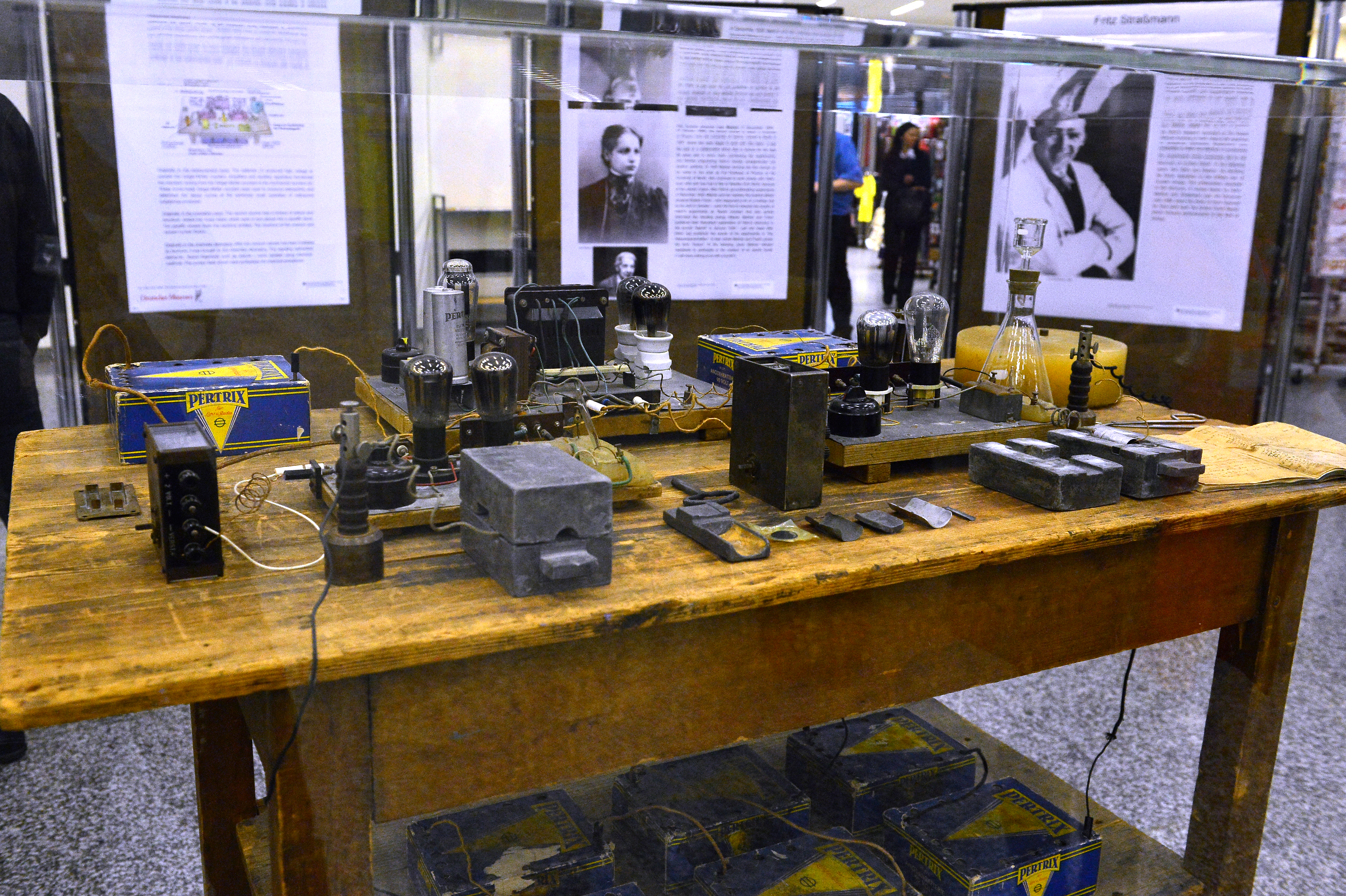
ドイツ博物館の実験台は2013年に核分裂発見75周年を記念してウィーン国際センターで展示された。ここでは実験台がレプリカだという説明がなされ、マイトナーとシュトラスマンの写真が目立つ位置に置かれている。

その後ベルリンのチームは、シュトラスマンの言によると「ウラン研究の恐怖から立ち直るために」、トリウムの研究に移った。と言ってもトリウムがウランより扱いやすいわけではなかった。たとえばトリウムの崩壊生成物の一つラジオトリウム (228
90Th) は放射能が強く、中性子が誘起する弱い放射能を覆い隠してしまう。しかしハーンとマイトナーは、ラジオトリウムの母同位体メゾトリウム (228
88Ra) を数年にわたって除去し続けることでラジオトリウムが一掃されたトリウム試料を持っていた。それでもなお、中性子照射による崩壊生成物がトリウム本来の放射性崩壊による生成物と同じ元素の同位体だったことからやはり扱いは困難だった。マイトナーらは三つの異なる崩壊系列を発見し、そのいずれも他の重元素では見られないアルファ放出体だった。マイトナーはここでも複数の核異性体の存在を仮定しなければならなかった。興味深い結果が一つあった。入射中性子のエネルギーが2.5 MeVを下回るとこれらの (n, α) 崩壊系列が同時に起きるのだが、エネルギーがそれより高ければ 233
90Th を生成する (n, γ) 反応が優位になったのである。
パリではイレーヌ・キュリーとパヴレ・サヴィッチもフェルミの発見を再現しようと試みていた。彼らは中性子照射ウランの生成物を化学的に分離することなく、放射能分析のみで反応を解き明かそうとした。この手法は化学的に高度とは言えなかったが、ある発見につながった。他のグループは「超ウラン元素」の沈殿物に注目するあまり、濾液に残っていた元素を見逃していたのである。キュリーらはその中から新たに3.5時間の半減期を検出し、トリウムの同位体が源だという説を立てた。ベルリンのグループはこの放射能を見つけておらず、結果の信憑性を疑った。マイトナーは化学実験をほぼ任されていたシュトラスマンに追試を依頼したが、トリウムはまったく検出されなかった。マイトナーは結果を手紙でキュリーに伝え、何も言わずに主張を取り下げるよう勧めた。キュリーは3.5時間の放射能がトリウムでないことは認めたが、化学分析を通じてランタンと化学的に近いであろう物質（実際にそうだった）が源であることを発見した。分別晶析法による分離は失敗した（化学的に似ているイットリウムで沈殿物が汚染されていた可能性がある）。
1938年3月12日に起きたドイツのオーストリア併合によりマイトナーはオーストリア国籍を失い、ナチ体制下のユダヤ系ドイツ人という危うい立場になった。ジェイムス・フランクはマイトナーが米国に移民するなら費用を負担しようと申し出た。ボーアも自身の研究所に臨時のポジションを用意したが、マイトナーがビザの発行のために赴いたデンマーク大使館ではオーストリアの旅券はすでに無効だと告げられた。1938年7月13日、マイトナーはオランダの物理学者ディルク・コスタ―に伴われて密かに出国した。出発の直前、オットー・ハーンは母親が遺したダイヤモンドの指輪をマイトナーに贈り、必要になったら換金するように言った。オランダへは無事にたどり着いたものの、周囲から疑われないようにわずかな手荷物しか持ち出せなかった。マイトナーは後年、財布に10マルクしか入れずにドイツを永遠に去ったと語っている。コスターやアドリアーン・フォッカーの助力でコペンハーゲンに飛んだマイトナーは甥のフリッシュに迎えられ、ニールス・ボーアとその妻マルグレーテとともにティスヴィルデの別荘に滞在した。8月1日に電車で向かったストックホルムでようやくノーベル研究所に腰を落ち着けることができたが、上役マンネ・シーグバーンからは徹底した冷遇を受けた。

### 解釈
パリのグループは1938年9月に結果を発表した。ハーンは半減期3.5時間の同位体を汚染として片づけたが、パリグループが行った実験の詳細と崩壊曲線を見たシュトラスマンは不安に駆られた。以前にこの放射能の源を調べた時はトリウムの試験しか行っていなかった。そこで自身の効率的なラジウム分離法を試したところ、実際にラジウムらしきものが検出された。ハーンはそれが2回のアルファ崩壊から生成したという説を立てた。
238
92U + n → α + 235
90Th → α + 231
88Ra

核分裂のメカニズム。中性子が原子核を揺さぶり、伸長させ、二つに割った。

11月にハーンはコペンハーゲンへと赴き、ボーアとマイトナーに会った。二人はハーンにラジウム異性体説は到底受け入れられないと告げた。複数のアルファ粒子の同時放出は考えにくく、また3通りの崩壊列を説明するために核異性体を仮定しなければいけない問題点も残っていた。マイトナーは書簡でも、ラジウムの存在に確信が持てるまで発表を差し控えるよう強く勧めた。ハーンとシュトラスマンはマイトナーに従い、フェルミがストックホルムでノーベル賞を受け取るのを尻目に再度ラジウムの分離を試みた。クララ・リーバーとイルムガルト・ボーンが助手となった。問題の3種のラジウム同位体（半減期によって同定された）は、ラジウムと化学的性質の似たバリウム担体によって分離された。次にバリウム担体からも分離するため、4回に分けて臭化バリウム結晶を加える分別晶析法が行われた。臭化バリウム溶液からはラジウムが優先的に沈殿するため、1回ごとの沈殿物に含まれるラジウムは後の回ほど少なくなるはずだった。しかしながら、どの回の沈殿物にも何ら差は見られなかった。ハーンらは既知のラジウムの同位体で検証を試みたが、実験手法に問題はなかった。ハーンは12月19日にマイトナーへ書簡を送り、問題の「ラジウム同位体」は化学的にバリウムと区別できないことを知らせた。クリスマス休暇前に仕事を終わらせたいと考えたハーンとシュトラスマンは、マイトナーの返事を待つことなく12月22日に Naturwissenschaften 誌へと投稿した。ナチス体制下でユダヤ人との共同研究を公にするのは自殺行為だったため、マイトナーの関与は隠された。ハーンは原子核の「爆発」が起きてバリウムが生成したと推測していたが、その解釈に自信はなかった。投稿はこう締めくくられていた。「化学者としての…我々は、Ra、Ac、Th としてきた記号を Ba、La、Ce と書き改めるべきである。しかし物理学と近い核化学者として、物理学でのいかなる経験とも矛盾するその一歩を踏み出すのに躊躇する」
フリッシュは例年のクリスマスをベルリンでマイトナーと一緒に祝うのが常だったが、1938年にはマイトナーがフォン・バールからクングエルブの家族と過ごすよう招待され、フリッシュにも来るよう勧めた。マイトナーはそこでハーンからの手紙を受け取った。手紙には中性子照射ウランからの生成物の一部がバリウムであることの化学的証拠が書かれていた。バリウムの原子質量はウランより40％小さく、それまでに知られている放射性崩壊の理論ではこれほど大きな原子核質量の差を説明できなかった。にもかかわらずマイトナーはすぐに返事を書いて次のように述べた。「現時点ではそのような真っ二つの分割を仮定するのは非常に難しいように思えますが、核物理の分野では何度もびっくりするようなことに出会ってきましたから、頭から「そんなことあり得ない」とは言えません」。マイトナーは注意深い化学者であるハーンが初歩的なミスを犯したとは思わなかったが、この結果を説明するのは難しかった。当時信じられていたジョージ・ガモフのアルファ崩壊理論によると、核の直接反応によって原子核の欠片が弾き出されるのは、その欠片が入射粒子からエネルギーを受け取ってポテンシャル障壁を超えることによる。欠片が大きくなるにつれてポテンシャル障壁は高くなるため、そのような崩壊が起きる確率は加速度的に減少する。しかしマイトナーとフリッシュは原子核の液滴模型に基づいて、核が入射中性子から受け取った余分なエネルギーが起こす「振動」が、核を一つにまとめている表面張力に打ち勝つ可能性を見出した。

フリッシュはこう回想している。
そこで私たちは木の幹に腰掛け（ここまでの議論は雪が積もった林の中を歩きながら行っていた。私はスキーを履いており、リーゼ・マイトナーはスキーを履かなくとも一緒に歩けると言い張ってその通りにしていた）、紙切れに計算を始めた。ウラン原子核の電荷は確かに大きく、表面張力の効果と拮抗するほどだった。ということはやはり、ウラン核は非常に揺らぎやすい不安定な水滴に似ているのかもしれない。それは中性子の衝突というほんのわずかな衝撃でひとりでに割れてしまうのだ。
もう一つ問題があった。二つに割れた水滴は電気的な反発力によって互いから離れていき、大きな速さ、ひいては大きなエネルギーを得るだろう。エネルギーは全体でおよそ200 MeVにもなる。それはどこから来るのだろうか？ ありがたいことにリーゼ・マイトナーは原子核の質量を計算するための経験式を覚えており、ウラン原子核の分割によって生まれる二つの核の重さを合計しても元のウラン核より陽子質量の1/5だけ軽いことが分かった。質量が消失すれば必ずアインシュタインの式 E = mc2 に従ってエネルギーが生成する。そして陽子質量の1/5はちょうど200 MeVに等しかった。これがエネルギーの源であり、すべて丸く収まった！
マイトナーとフリッシュは、ハーンの実験結果はウラン核がほぼ真っ二つに分かれたことを示しているという正しい解釈に至った。ベルリンのグループが見つけたウランの反応系列のうち2つは核の分割によって生成した軽い元素だった。3つ目の半減期23分の核反応は正しく93番元素への崩壊だった。コペンハーゲンに戻ったフリッシュはすぐにボーアに伝え、ボーアは自分の額を平手打ちして「私たちはなんて馬鹿だったんだ！」と叫んだ。ボーアは論文が刊行されるまで何も口外しないと約束した。マイトナーらは発表を急いで1ページの小論を『ネイチャー』誌に投稿することにした。この時点で確たる証拠があったのはバリウムだけだった。バリウムが生成したなら、もう一つの元素は論理的にクリプトンでなければならない。
235
92U + 1
0n → 141
56Ba + 92
36Kr + 3 1
0n
しかしハーンは、二つの分裂生成物は原子番号の和が保存されるはずのところを誤って原子量の和が保存されると思い込み、バリウムの片割れが当時未確認だったマスリウム（現在のテクネチウム）の同位体のいずれかだと判断して検出を試みていなかった。
マイトナーとフリッシュは何度も長距離電話で話し合いながら、主張を裏付ける簡単な実験を考案した。ガイガー計数管のしきい値をアルファ粒子より高く設定しておいて、核分裂片の反跳を測定するのである。フリッシュは1939年1月13日に実験を行い、予想通り核分裂起源のパルスが発生することを見出した。フリッシュは新しく発見された核過程に名前を付ける必要があると考え、ド・ヘヴェシーの共同研究者であるアメリカ人生物学者ウィリアム・A・アーノルドに会って生体細胞が2つに分かれる過程を生物学者が何と呼んでいるか聞いた。アーノルドは分裂 (fission) だと答え、フリッシュの論文ではその名が用いられた。フリッシュは叔母と連名の小論と反跳実験についての論文を2編とも1939年1月16日に『ネイチャー』誌に投稿した。前者は2月11日に、後者は2月18日に掲載された。

## 反響

### ボーア、ニュースを米国へ
ボーアは1939年1月7日に「第5回理論物理学に関するワシントン会議」に出席するためアメリカへ出発した。フリッシュらの論文が刊行されるまで核分裂について口外しないと約束したはずだったが、太平洋を渡るSSドロットニングホルムの船上でレオン・ローゼンフェルトと核分裂のメカニズムについて議論した上、その情報を秘密にするように告げ忘れた。1月16日にニューヨークに到着すると、フェルミと妻のラウラ、1934年から翌年までボーアの研究所のフェローだったジョン・ホイーラーに迎えられた。たまたまその夜に行われたプリンストン大学のフィジクス・ジャーナル・クラブの会合において、ホイーラーに何かニュースがないか聞かれたローゼンフェルトは核分裂のことを話してしまった。焦ったボーアはマイトナーとフリッシュの優先権を裏付ける手紙を急いで『ネイチャー』誌に書き送った。ハーンはその手紙に自身とシュトラスマンの仕事が言及されているにもかかわらずマイトナーとフリッシュの名しか出ていないことに気を悪くした。
新発見のニュースはすぐに広まり、科学的に（ことによると実用的にも）大きな可能性を秘めたまったく新しい物理効果だということが正しく受け止められた。コロンビア大学からプリンストンに来ていた物理学者、イジドール・イザーク・ラービとウィリス・ラムの二人はニュースを持ち帰ってフェルミに伝えた。フェルミにとってはひどく困った知らせだった。ノーベル賞の受賞理由の一つである超ウラン元素の発見が、実際には超ウラン元素とは無関係の核分裂生成物だったというのだから。フェルミは自身のノーベル賞受賞スピーチに脚注をつけてこの効果に触れた。ボーアはフェルミに会うためにプリンストンからコロンビアに直行した。研究室にフェルミが不在だったため地下のサイクロトロン施設に向かったボーアはハーバート・L・アンダーソンと行き会い、肩をつかんでこう言ったという。「君、物理で起きた新しいワクワクすることを教えてあげるよ」

### その後の研究
コロンビア大学の多くの科学者にとって、中性子を照射されたウランの核分裂から放出されるエネルギーを確認するのは当然だと思われた。1939年1月25日、コロンビア大学の研究グループが同大ピューピン・ホールの地下において米国初の核分裂実験を行った。電離箱に収めた酸化ウランに中性子を照射し、放出されたエネルギーを測定するというものだった。その翌日、ワシントンDCにおいてジョージ・ワシントン大学とワシントン・カーネギー協会の共催による第5回ワシントン会議が始まった。そこを起点として核分裂のニュースはさらに広まり、数多くの実験的証明が行われていった。
ボーアとホイーラーは核分裂のメカニズムを説明するために液滴モデルを改良し、著しい成功を収めた。二人の論文はドイツがポーランドに侵攻してヨーロッパに第二次世界大戦を引き起こした1939年9月1日に『フィジカル・レビュー』誌に掲載された。実験物理学者たちが核分裂の研究を進めるにつれ、不可解な結果が次々に現れた。ジョージ・プラツェック（1934年にボーアのノーベル賞メダルを用いて金による遅い中性子の吸収を研究した人物）は、非常に速い中性子と非常に遅い中性子がどちらもウランの核分裂を引き起こすのはどうしてかとボーアにたずねた。ボーアはホイーラーのところに歩いて行く途中で、低エネルギーでの核分裂はウラン235、高エネルギーでの核分裂は存在量がはるかに多いウラン238という異なる同位体によるものだという気付きを得た。これはマイトナーが1937年に行った中性子捕獲断面積の測定に基づいていた。1940年2月にジョン・R・ダニング、アリスティッド・フォン・グロース、ユージーン・T・ブースらが実験的検証を行った。測定を行うのに必要な量の純ウラン235はアルフレッド・ニーアが作成した。
一部の科学者は困難と考えられていた93番元素の探索を再開した。中性子照射ウランの複雑なベータ放射能のほとんどが核分裂起源だと分かった今、超ウラン元素へのベータ崩壊としては半減期23分の過程に的を絞ることができたのである。カリフォルニア州バークレーの放射線研究所ではエミリオ・セグレとエドウィン・マクミランがサイクロトロンを使用して問題の同位体を作成した。このとき半減期2日のベータ放射能が検出されたが、93番元素はレニウムに似た化学的性質を持つと予想されていたため、希土類元素に似た性質を持つこのベータ放射体は核分裂生成物の一つとして見過ごされてしまった。それから1年がかかったが、マクミランとフィリップ・アベルソンは半減期2日の生成物こそが正体不明の93番元素であることを突き止め、「ネプツニウム」と名付けた。グレン・シーボーグ、エミリオ・セグレ、ジョセフ・W・ケネディらも二人が拓いた道筋をたどって94番元素を発見し、1941年に「プルトニウム」と名付けた。
また別のアプローチとして、マイトナーを筆頭に、中性子照射によって核分裂を起こしうる元素がほかにもあるか調べる研究もおこなわれた。トリウムとプロトアクチニウムで可能であることはすぐに判明し、放出されたエネルギー量も測定された。ハンス・フォン・ハルバン、フレデリック・ジョリオ=キュリー、ルー・コワルスキーらは、中性子を照射されたウランが吸収するより多くの数の中性子を放出したことを証明し、核連鎖反応が起きうることを指摘した。フェルミとアンダーソンも数週間遅れて同じ結果を得た。ここから（少なくとも理論的には）巨大なエネルギー源を作れることは多くの科学者にとって明らかだった。ただしこの時点では大半が原子爆弾は実現不能だと考えていた。

### ノーベル賞
ハーンとマイトナーの両者は以前から放射性同位体とプロトアクチニウムの研究によってノーベル化学賞と物理学賞に何度も推薦されていた。核分裂の発見により、新たに1940年から1943年の間に複数回にわたって候補に挙げられることになった。ノーベル賞候補者は部門ごとに設けられた5名の委員会によって予備審査される。ハーンとマイトナーの両名は物理学賞へも何度か推薦を受けたが、放射能と放射性元素は伝統的に化学の領域と見なされていたため、1944年の推薦は（学際的な研究分野であるにもかかわらず）ノーベル委員会化学部門によって審査された。
委員会は1941年にテオドール・スヴェドベリから、1942年にアルネ・ウェストグレンから調査報告を受けた。この二人は化学者であり、ハーンの業績を高く評価する一方でマイトナーとフリッシュが行った実験的研究を平凡なものとみなし、物理界がマイトナーらの研究を重要視している理由を理解しなかった。シュトラスマンについては、受賞理由となる論文に名前が載っていたものの、共同研究では最も上位の研究者にだけ賞を授与するという長年の方針があった。1944年、ノーベル委員会化学部門は評決により1944年のノーベル化学賞をハーン単独に授与するよう勧告した。しかし1936年にカール・フォン・オシエツキーがノーベル平和賞を授与されて以来ドイツ人はノーベル賞の受賞を禁じられていた。スウェーデン王立科学アカデミーは委員会の勧告を却下し、授賞を1年間延期すると決定した。
1945年9月にアカデミーが賞の再検討を始めるころには戦争は終わっていた。米国のマンハッタン計画で秘密裏に多くの研究が行われていたことが明らかになり、ノーベル委員会化学部門は慎重に傾いて1944年のノーベル化学賞をもう1年延期する動議を出した。しかしアカデミー会員の一人イェラン・リリェストランドは、アカデミーが大戦連合国から独立している姿勢を示すことが重要であり、フリッツ・ハーバーに賞を授与した第一次大戦後と同じくドイツ人にノーベル化学賞を贈るべきだと主張して大勢を動かした。こうしてハーンが「重い原子核の分裂を発見したことにより」1944年ノーベル化学賞の単独受賞者となった。

マイトナーは1945年11月20日に友人ビルギット・ブルーメ＝アミノフへの手紙でこう書いている。
ハーンが化学分野のノーベル賞に値するのは間違いありません。まったく疑問の余地なく。でも、オットー・ロバート・フリッシュと私も、ウランの核分裂の過程を解き明かすのに少なからず貢献したと思うのです。どのようにして起きるか、巨大なエネルギーの発生といったことについて。ハーンとは分野が違う話です。そういうわけで、新聞が私をシュトラスマンと同じ意味でハーンの助手と呼ぶのはいささか不当に感じました。
1946年、ノーベル委員会物理学部門は、マックス・フォン・ラウエ、ニールス・ボーア、オスカル・クライン、エギル・ヒレラース、ジェイムス・フランクからマイトナーとフリッシュの推薦を受け付けた。1945年から翌年までストックホルム大学で実験物理学部門の長を務めたエリック・ハルテンが委員会への報告書を作成した。ハルテンは理論物理学が受賞に値するのは重要な実験が行われるきっかけになった場合だけだと主張した。核分裂を初めて解き明かしたマイトナーとフリッシュの役割は理解されなかった。個人的な要因もあったかもしれない。委員長マンネ・シーグバーンはマイトナーを嫌っており、推薦者クラインとは職業上のライバルだった。マイトナーとフリッシュはそれ以降も繰り返し推薦されたが、ノーベル賞を受賞することはついになかった。

## 歴史と記憶の中で
ヨーロッパでの戦争が終わると、ハーンは9人の名だたる科学者とともにイギリスのファーム・ホールに抑留された。マックス・フォン・ラウエを除く全員がドイツの原子爆弾開発に関わっており、ハーンとパウル・ハルテックを除く全員が物理学者だった。彼らはそこで広島と長崎への原爆投下を知った。フォン・ヴァイツゼッカーら、アメリカ人に何年も遅れを取っていたことを認められない科学者たちは、会話が盗聴されていることに気づかないまま、そもそも核兵器開発の成功は良心が許さなかったという話を作り上げた。ファーム・ホールの科学者たちはそれから一生を費やして、ナチス時代に毀損されたドイツ科学のイメージを払拭しようと試みることになる。自分たちの実験のためザクセンハウゼン強制収容所で多数の女性奴隷労働者にウラン鉱石を採掘させたというような不都合な小事は見えないところに追いやられた。

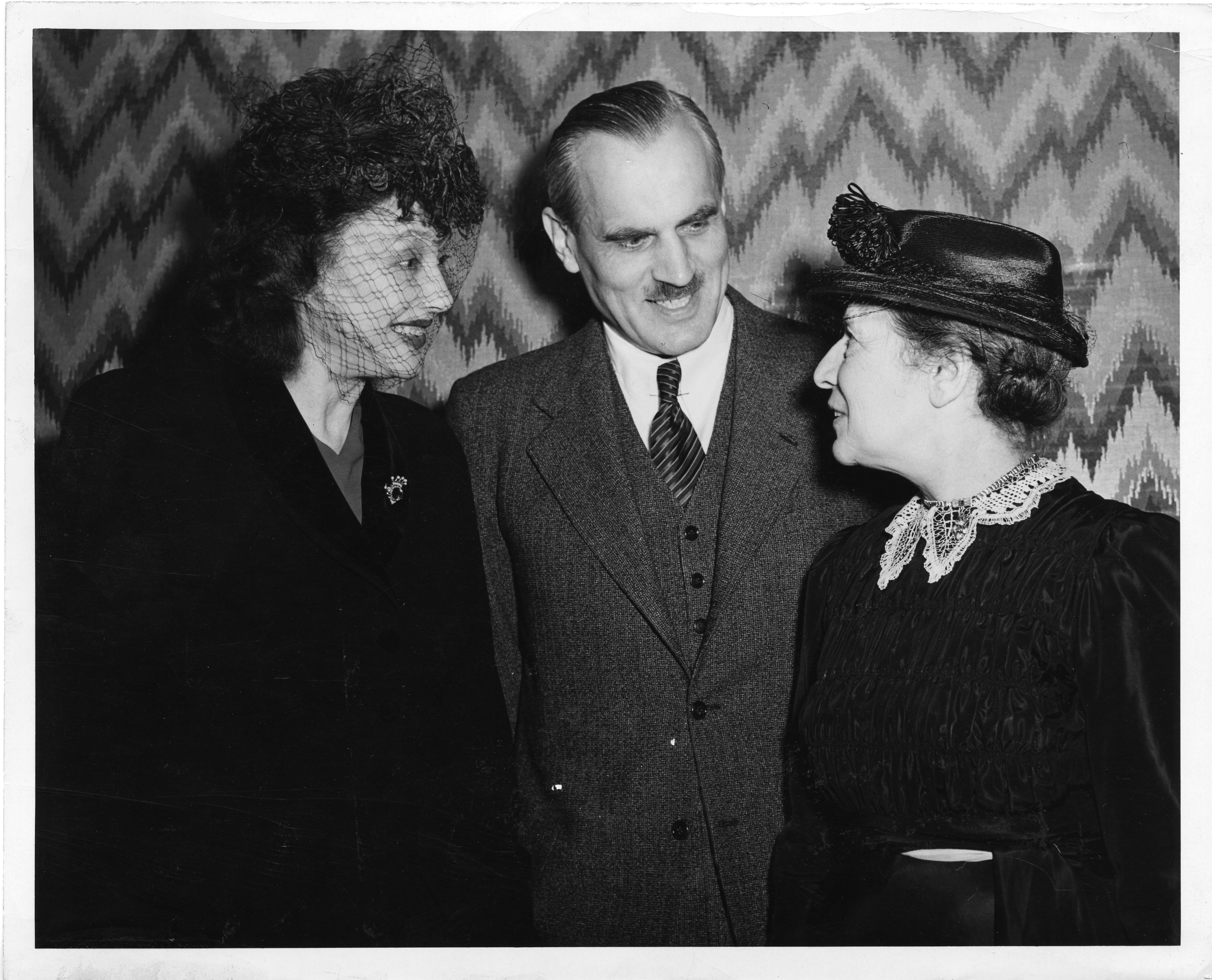
リーゼ・マイトナー、1946年。物理学者アーサー・H・コンプトンと女優キャサリン・コーネルとともに。

ハーンは1945年にファーム・ホールでノーベル賞受賞の知らせを受けた。ハーンにとっての正当化は、核分裂発見の栄誉を彼自身、化学、そしてドイツに帰すことだった。ノーベル賞の受賞講演はこの物語を訴えるために用いられ、マイトナーは「長年にわたる助手」と呼ばれた。授賞式に出席したマイトナーは、自分がハーンにとって「抑圧すべき過去」になったと感じた。ハーンのメッセージはドイツ国内では強い共感を受け、ナチス体制に断固として抵抗しながら祖国にとどまって純粋科学を追求した典型的「良いドイツ人」として尊敬を集めた。ハーンは1946年から1960年までマックス・プランク協会の会長を務め、ドイツ科学が卓越性を失わずナチズムにも汚されなかったというイメージを、それと信じたがっている人々に与えた。第二次世界大戦後のハーンは原子エネルギーの軍事利用に強く反対する立場を取った。ローレンス・バダッシュは次のように書いている。「戦時中に科学の軍事応用を容認していたことと、戦後に自国の科学活動の舵取りを行う立場になったことが、ハーンを社会的責任の代弁者へと押しやっていった」
対照的にマイトナーとフリッシュは、大戦の直後に英語圏の国々で核分裂の発見者として喝采を受けた。日本はドイツの傀儡国家と見なされており、広島と長崎の原爆被害はユダヤ人迫害への応報とされた。1946年1月にマイトナーは米国へ旅行し、いくつも講義を行って名誉学位を授与された。マンハッタン計画の責任者であるレズリー・グローヴス中将（1962年の回想録では核分裂の発見をマイトナー単独の功績だとした）のカクテルパーティーに出席し、ウィメンズ・ナショナル・プレス・クラブによってウーマン・オブ・ザ・イヤーに選出され、その授賞式では米国大統領ハリー・S・トルーマンと並んで座った。しかしマイトナーは人前で（特に英語で）スピーチすることを好まず、有名人の役割にもなじめず、ウェルズリー大学の客員教授の地位提供も断った。
1966年、米国原子力委員会は核分裂の発見を称えてハーン、シュトラスマン、マイトナーの3人にエンリコ・フェルミ賞を授与した。式典はウィーンのホーフブルク宮殿で行われた。非アメリカ人として、あるいは女性として初めての受賞であった。マイトナーの賞状には以下のような文言があった。「自然に発生する放射能の先駆的な研究と、核分裂の発見へとつながった広範な実験的研究に対して」ハーンの賞状はわずかに異なっていた。「自然に発生する放射能の先駆的な研究と、核分裂の発見を頂点とする広範な実験的研究に対して」ハーンとシュトラスマンは式典に出席したが、マイトナーは病気で出られなかったためフリッシュが代わって賞を受けた。
1978年にドイツで行われたアインシュタイン、ハーン、マイトナー、フォン・ラウエらの生誕100周年記念式典を境に、ハーンが単独で核分裂を発見したという物語は崩れ出した。ハーンとマイトナーは1968年に没したがシュトラスマンはまだ存命であり、核分裂の発見には自身の分析化学とマイトナーの物理学が重要だったことや、二人の役割が単なる助手以上のものだったことを主張したのである。シュトラスマンが没した翌年の1981年に詳細な伝記が出版され、10代後半向けに出版されたマイトナーの伝記が1986年に賞を受けた。科学者は化学偏重のノーベル賞選考に疑問を呈し、歴史家はナチス時代についての巷説に異議を唱えた。フェミニストはマイトナーを、女性が歴史のページから消去されるマチルダ効果の新しい例と見なした。1990年になるとマイトナーは物語の登場人物に復帰したが、その役割についてはその後も特にドイツで議論が続いた。ハーンとマイトナーのベルリン時代の同僚であり、ファーム・ホールでハーンとともに囚人生活をおくったフォン・ヴァイツゼッカーは核分裂の発見におけるハーンの役割をあくまで擁護した。1991年7月4日に行われたミュンヘンドイツ博物館の名誉の殿堂にマイトナーの胸像を収める式典で、フォン・ヴァイツゼッカーは集まった聴衆に対し、マイトナーも物理学も核分裂の発見に貢献しておらず「リーゼ・マイトナーではなくハーンの発見」だと語った。

## 関連文献
- Graetzer, Hans D.; Anderson, David L. (1971). The Discovery of Nuclear Fission: A Documentary History. New York: Van Nostrand-Reinhold. OCLC 1130319295